# تکیه (نطنز)
تکیه سادات، روستایی از توابع بخش مرکزی شهرستان نطنز در استان اصفهان ایران است.

## جمعیت
این روستا در دهستان چیمه رود قرار دارد و براساس سرشماری مرکز آمار ایران در سال ۱۳۸۵، جمعیت آن ۶۶ نفر (۳۶خانوار) بوده‌است.